# La coabitazione
La coabitazione (Уплотнение, Uplotnenie) è un film del 1918 diretto da Anatolij Dolinov, Aleksandr Panteleev e Donat Paškovskij.